# Crisia martinicensis
Crisia martinicensis is een mosdiertjessoort uit de familie van de Crisiidae. De wetenschappelijke naam van de soort werd in 1853 voor het eerst geldig gepubliceerd door Alcide d'Orbigny.